# 12935 Zhengzhemin
12935 Zhengzhemin (tên chỉ định: 1999 TV17) là một tiểu hành tinh thuộc vành đai tiểu hành tinh. Nó được phát hiện bởi chương trình tiểu hành tinh Beijing Schmidt CCD ở Trạm quan sát Hưng Long (NAOC) ở Yên Sơn, Hà Bắc ngày 2 tháng 10 năm 1999. Nó được đặt theo tên Trịnh Triết Mẫn, một nhà vật lý Trung Quốc.